# Johann Zierenberg
Johann Zierenberg (Czierenberg, Zirenberg, Czirenberg, Czyrenberch) (ur. 1 września 1574 w Gdańsku, zm. 21 kwietnia 1642, tamże) – burmistrz i burgrabia królewski w Gdańsku.
Syn burmistrza Daniela Zierenberga i jego żony Anny z Schachmannów (siostry burmistrza Bartłomieja Schachmanna). Uczył się w Gdańskim Gimnazjum, a następnie studiował w Krakowie i Lipsku. Po powrocie do Gdańska został 1603 ławnikiem, 1615 rajcą, 1617 sędzią. Od 1630 był burmistrzem, piastował godność prezydującego burmistrza w latach 1631, 1635 i 1639, a ponadto godność królewskiego burgrabiego w latach 1625, 1626 i 1636.
W latach trzydziestych XVII wieku  był jednym z głównych przywódców gdańskich kalwinów, występował nawet z polemicznymi pismami teologicznymi przeciw przywódcom luterańskim: pastorowi Janowi Korwinowi i rajcy Janowi Ernestowi Schröerowi.
Właściciel rezydencji parkowej na Oruni, której najświetniejszy okres w dziejach przypada na czasy władania Zierenbergów (obeccny Park Oruński).
Jego córką była Konstancja Kerschenstein zwana „bałtycką Syreną”.